# Mehrschichtfilm
Als Mehrschichtfilm (engl. Monopack bzw. One-Strip) bezeichnet man einen fotografischen Film, der mehrere, jeweils für eine andere Farbe sensibilisierte Emulsionsschichten auf einem Träger vereint.
Ein klassischer Mehrschichtfilm ist der Dreischichtfarbfilm (Integral Tripack). Moderne Farbfilme können über deutlich mehr Emulsionsschichten verfügen. Der Träger ist meist Papier-, Zelluloid- oder Sicherheitsfilm.